# 索爾特維爾 (堪薩斯州)
索爾特維爾（英語：Saltville）是位於美國堪薩斯州米切爾縣的一個鬼鎮。

## 歷史
索爾特維爾的郵政局於1873年設立，直到1901年結束營運。該地於1910年時有25人。

## 地理
索爾特維爾所處的海拔為高於海平面422米（即1384英呎），而該地所採用的時區為UTC-6，即北美中部時區（CST）。同時該地設有夏令時間，為UTC-6調快一小時，即UTC-5（CDT）。